# Paul Roth (Medienwissenschaftler)
Paul Roth (* 5. September 1885 in Leipzig; † 25. April 1964 in Trier) war ein deutscher Diplomat, Zeitungswissenschaftler und Publizist.

## Leben
Roth wurde nach dem Studium der Mathematik, Physik und Philosophie zunächst Lehrer und trat 1918 in den Auswärtigen Dienst ein. Zwischen 1928 und 1935 war er Konsul in Odessa.
Von 1919 bis 1924 hatte er der SPD angehört. Am 5. Februar 1940 beantragte er die Aufnahme in die NSDAP und wurde zum 1. März 1940 aufgenommen (Mitgliedsnummer 7.550.797).
1915–1920 war er Mitherausgeber der Akademischen Rundschau. Er übersetzte 1928 die französische Originalfassung des Buchs Kemal Pascha – Die neue Türkei ins Deutsche.

## Schriften
- Leibnizens Polemik gegen Locke. (Dissertation) 1907.
- Vaterländische Aufgaben der deutschen Studentenschaft. 1909, 2. Auflage: 1910.
- Geschichte des deutschen Zeitungswesens von 1848 bis zur Gegenwart. 1912.
- Die Programme der politischen Parteien und der politischen Tagespresse in Deutschland. 1913.
- Die Neuen Zeitungen in Deutschland im 15. und 16. Jahrhundert (preisgekrönte Abhandlung). Teubner, Leipzig 1914.
- Leipzig, der Mittelpunkt des Buchhandels. Verein der Buchhändler, Leipzig 1914.
- Die politische Entwicklung in Kongresspolen während der deutschen Okkupation. 1919.
- Die Entstehung des polnischen Staates – Eine völkerrechtlich-politische Untersuchung (= Öffentlich-rechtliche Abhandlungen. Hrsg. von Heinrich Triepel, Erich Kaufmann und Rudolf Smend. 7. Heft). Berlin 1926.
- Deutschland und Polen. Isar-Verlag, München 1958.
- Opium für das Volk – Der Kommunismus: Theorie, Wirklichkeit, Weltgefahr. Pfeiffer, München 1961.